# João Luís Carrilho da Graça
João Luís Carrilho da Graça GOM • GCIP (nacido en 1952 en Portalegre, Portugal) es un arquitecto y profesor portugués.
Ha sido invitado a varias universidades, seminarios y conferencias en todo el mundo.
Su trabajo ha sido publicado en varios libros y revistas de arquitectura, incluyendo:
- Sus monografías en la editorial Gustavo Gili en 1995
- Opere e progetti elegida en 2003
- Arquitecturas de autor 31 con seis ediciones en 2004
- Documentación y archivo de la dsda sobre el palácio de belém con caleidoscópio en 2005
- Candidaturas a los premios uia de 2005 y los premios auguste perret por la orden de arquitectos en 2005.

## Biografía
Graça se graduó Licenciado en arquitectura escuela superior de Bellas Artes de Lisboa en 1977 y desde entonces dirige su propio taller. Fue profesor asistente en la facultad de arquitectura de la Universidad Técnica de Lisboa entre 1977 y 1992, donde enseñó alternativamente como presidente de proyectos para el primer y último año académico.
Ha sido profesor invitado en el departamento de arquitectura de la Universidad Autónoma de Lisboa desde 2001 y en el departamento de arquitectura de la universidad de Évora desde 2005. También fue profesor invitado en la escuela de arquitectura de la universidad de Navarra entre 2007 y 2010.
Fue profesor invitado a seminarios y conferencias sobre su trabajo en varias universidades, a saber, en Barcelona, Sevilla, Lisboa, Roma, Milán, Turín, Verona, Ciudad de México, Viena, Aquisgrán y Oporto.

## Premios
- En 1990 fue nominado para el Premio Mies van der Rohe (premio europeo de arquitectura) por el centro regional de seguridad social en Portalegre[1]
- En 1992 recibe el premio de la Asociación Internacional de Críticos de Arte por el conjunto de su obra para la construcción de la escuela superior de comunicación social en Lisboa[2] y nominado para el premio Mies van der Rohe por la piscina municipal de campo maior[3]
- En 1993 recibe mención de honor en el premio Valmor de la escuela superior de comunicación social en Lisboa[4] y en los premios nacionales de arquitectura de la asociación portuguesa de arquitectos por el campo maior municipal swimming pool.
- En 1994 galardonado con el premio Secil[5] para la escuela politécnica de periodismo y nominado para el Premio Mies van der Rohe por la construcción de la escuela de comunicación social en Lisboa
- En 1996 fue nominado para el premio Mies van der Rohe por la posada del Monasterio de Flor de Rosa en Crato[6]
- En 1998 recibe el Premio Valmor por el pabellón del conocimiento de los mares en la Expo'98 de Lisboa[7]
- El 9 de julio de 1999, fue galardonado con el rango de Gran Oficial de la Orden del Mérito[8]
- En 1999 fue galardonado con el Gran Premio del Jurado FAD por el conocimiento del pabellón de los mares en Lisboa[9]
- En 2004 se le otorga el Premio de la Primera Bienal Internacional de arte en Lisboa[10]
- En 2007 Premio Valmor - mención honorífica por el edificio de viviendas en calle de Quelhas, Lisboa[7]
- En 2008 recibió el premio Pessoa[11] y premio Valmor de la escuela superior de música de Lisboa[4]
- En 2009 nominado para el premio Mies van der Rohe por el teatro y auditorio poitiers[12] y por la escuela superior de música de Lisboa en la Escola Superior de Música de Lisboa.[13]
- En 2010 recibió el premio Valmor por el edificio de viviendas de la condesa de Rio en Lisboa[4] y el premio piranesi de roma por la musealización del área arqueológica de la nueva plaza del castillo de San Jorge,[14] también en Lisboa. Otorgado con la Orden de las Artes y las Letras de la República Francesa[15]
- En 2011 nominado para el premio Mies van der Rohe por el puente peatonal sobre la rivera de carpintería, Covilha[16] y para la musealización del área arqueológica de la nueva plaza de castillo de San Jorge, Lisboa[17]
- En 2012 recibe el premio internacional de arquitectura sagrada Frate-Sole por la iglesia de san Antonio en Portalegre,[18][19] el VIII premio Bienal iberoamericana de arquitectura y urbanismo y el premio de transporte AIT por el puente peatonal por la rivera de carpintería, Covilha.[20][21] Galardonado con la medalla de arquitectura de la academia D, París[22]
- En 2013 obtiene mención honorífica en el premio Valmor por edifício consultores de Lispolis en Lisboa[4] y nominado para el premio Mies van der Rohe por la Vivienda en el resort L’and Vineyards en Montemor-o-Novo[23]
- En 2014 recibe el premio anual de adquisición de arquitectura de la academia nacional de Bellas Artes y seleccionado para la IX bienal iberoamericana de arquitectura y urbanismo para el premio de vivienda en el resort L’and Vineyards, Montemor-o-Novo[24]
- En 2015 miembro honorario de la orden de arquitectos en Portugal[25] y de la Fellowship internacional del real instituto de arquitectos británicos en el Reino Unido[26] y nombrado para el premio Mies van der Rohe por el centro de datos de Altice Portugal, Covilha[27]
- En 2017 recibe premio CICA de arquitectura internacional (comité internacional de críticos de arquitectura)[28] y premio Valmor por la terminal de cruceros de Lisboa[4]
- En 2018 obtiene el premio Leon Battista Alberti, Mantova[29] y el premio arpaFIL, Guadalajara[30]
- El 18 de abril de 2019 fue galardonado con la Gran Cruz de la Orden de Instrucción Pública de la República Portuguesa[8][31] y nominado para el premio Mies van der Rohe por la terminal de cruceros de Lisboa[32]

## Obras

### Realizadas
- Terminal de cruceros de Lisboa, Lisboa (2010-2017)
- Centro de datos de Altice Portugal, Covilha (2011-2013)
- Centro arqueológico de castelo de San Jorge, Lisboa (2008-2010)
- Puente peatonal sobre rivera de carpintería, Covilha (2003-2009)
- Casa «Candeias», san sebastian de Giesteira, Évora (2005-2008)
- Museo de oriente, muelle de alcantara, Lisboa (2005-2008)
- Recuperación y mejora del castillo de campo mayor (2005-2008)
- Expansión y modernización de la escuela alemana de Lisboa (2003-2008)
- Edificio de viviendas en travessa de fabrica de sedas, Amoreiras, Lisboa (2002-2008)
- Teatro y auditorio, Poitiers, Francia (2000-2008)
- Escuela superior de música de Lisboa (1998-2008)
- Conversión del convento de San Francisco en el Centro de Congresos, Coímbra (1996-2016)
- Iglesia de San Antonio y centro parroquial, Portalegre (1993-2008)
- Instalación de la exposición «World Press Photo», en el museo de la electricidad, Lisboa (2008)
- Instalación de la Exposición Vik Muniz, en el museo de la electricidad, Lisboa (2007)
- Edificio de viviendas en la Rua do Quelhas, Lisboa (2001-2006)
- Centro cultural blanco, Albergaria-a-Velha (con Inês Lobo) (1999-2006)
- Instalación de la exposición «Del palacio de Belém», palacio de la ayuda, Lisboa (2005)
- Restauración de la antigua prisión y conversión en la biblioteca municipal «Álvaro de Campos», Tavira (1998-2005)
- Centro de control operacional brisa, carcavelos (con Flavio Barbini y Maria João Silva Barbini) (2002-2004)
- Casa Isabel de Julian Sarmento, Estoril (con Anne Demoustier) (2002-2004)
- Centro comercial, Leiria (2000-2003)
- Puente peatonal sobre el sendero San Pedro, Aveiro (1997-2002)
- Centro de documentación e información en el palacio de Belém, Lisboa (1997-2002)
- Restauración del interior del edificio de la universidad Autónoma, Lisboa (1995-2001)
- Albergue juvenil, Viana de castillo (1996-1999)
- Mobiliario urbano para Expo-98, Lisboa (1996-1998)
- Casa «Tapada», cabeza de video (1995-2000)
- Sede del instituto politécnico de Lisboa (1995-1999)
- Restauración del ala suroeste de la facultad de economía de la universidad de Nova, Lisboa (1994-1999)
- Conocimiento del pabellón de los mares, Expo-98, Lisboa (1995-1998)
- Instalación de la exposición Michael Biberstein en la galería de arte Luís Serpa, Lisboa (1998)
- Escenografía para el programa de televisión «Olhos nos Olhos», Lisboa (1998)
- Escuela de hostelería y turismo del Algarve, Faro (1993-1997)
- Restauración y musealización de las ruinas de San Pablo, Macao (1990-1995)
- Adaptación del monasterio flor de rosa a la posada, Crato (1990-1995)
- Escuela superior de comunicación social, Lisboa (1987-1993)
- Piscina municipal Campo Mayor (con Carlos Miguel Dias) (1982-1990)
- Galería de arte del módulo (con Carlos Miguel Dias) (1987-1988)
- Casa «Frente Fria», sierra de San Mamede, Portalegre (1987-1988)
- Agencia bancaria de caja general de depósitos, Anadia (1983-1988)
- Centro regional de seguridad social, Portalegre (con Gonçalo Byrne y João Paciência) (1982-1988)
- Complejo de viviendas sociales, Alter do Chão (con Artur Pires Martins) (1977-1984)
- Agencia bancaria de caja general de depósitos, Sabugal (1983-1985)
- Estación de bomberos voluntarios, villa bella de Ródão (1979)

### En construcción o por completar (2010)
- Restauración de espacios asignados al Igespar del Monasterio flor de rosa, Crato (2007-)
- Rehabilitación del colegio dos jóvenes de la catedral de Évora - museo de arte sacro Évora (2005-)
- Edificio de viviendas en la calle presidente Arriaga, Lisboa (2004-)
- Edificio de viviendas «Condesa del Rio», Lisboa (2004-)
- Vivienda en quinta de buen suceso, Óbidos (2003-)
- Casa de la paz, Ginebra, Suiza (2003-)
- Edificio de viviendas en Sanchinarro, Madrid, España (con Inês Lobo), (2001-)
- Centro deportivo y piscina municipal, Vila del conde (con Inês Lobo) (1999-)
- Recuperación y conversión en Museo del convento de Jesus, Setúbal (1998-)